# Paradrymonia sastrei
Paradrymonia sastrei är en tvåhjärtbladig växtart som beskrevs av Wiehler. Paradrymonia sastrei ingår i släktet Paradrymonia och familjen Gesneriaceae. Inga underarter finns listade i Catalogue of Life.